# هجوم بسكين في باريس (مايو 2018)
هجوم بسكين في باريس حدث يوم 12 مايو 2018 وقع الهجوم في الدائرة الثانية بباريس .حاولت الشرطة أولاً إيقاف المهاجم باستخدام اسلحة صاعقة قبل إطلاق النار على المشتبه به .
أطلقت الشرطة النار على رجل يدعى فرانكو - الشيشاني يبلغ من العمر 21 عاما بعد أن قتل أحد المشاة وأصاب عددا آخرين.

## وصلات خارجية
- (قناة الجزيرة):هجوم بسكين في قلب باريس ومقتل المنفذ
- (جريدة الشرق الأوسط):باريس: مقتل شخصين وإصابة 4 في هجوم بسكين.. و«داعش» يتبنى العملية
- (فرنسا 24): فرنسا: تنظيم «الدولة الإسلامية» يتبنى الاعتداء بسكين وسط باريس